# Zez Confrey
Zez Confrey, nome completo Edward Elzear Confrey (Peru, 3 aprile 1895 – Lakewood, 22 novembre 1971), è stato un pianista e compositore statunitense.

## Biografia
Zez Confrey nacque a Peru, nell'Illinois, ultimo dei figli di Thomas e Margaret Confrey. Dopo la prima guerra mondiale divenne pianista e arrangiatore per la compagnia di rulli di pianola QRS. La sua composizione Kitten on the keys (1921), che divenne una vera e propria "Hit" dell'epoca, gli fu ispirata nel vedere il gatto della nonna camminare sulla tastiera del pianoforte. Dopo il 1920 scrisse per le jazz band. Si ritirò dalle scene dopo il secondo conflitto mondiale e continuò a comporre saltuariamente fino agli anni 1960. Morì a Lakewood nel New Jersey dopo aver sofferto per anni della malattia di Parkinson.
Lascia più di un centinaio di pezzi per pianoforte e innumerevoli rulli per pianola, canzoni e registrazioni.

## Stile
Zez Confrey proveniva dalla scuola di Mike Bernard di New York. La sua novità stilistica scoppiò nel 1921 con la pubblicazione di Mills Music, un rullo composto da sei brani altamente pianistici, fra cui My Pet e il popolarissimo Kitten on the Keys1.

## Principali composizioni
- My Pet (1921)
- Kitten on the Keys (1921)
- You Tell 'em Ivories (1921)
- Poor Buttermilk (1921)
- Greenwich Witch (1921)
- Stumbling (1922)
- Coaxing the Piano (1922)
- Nickel in the Slot (1923)
- Dizzy Fingers (1923)
- Three Little Oddities (1923)
- African Suite (1924)
- Humorestless (1925)
- Jay Walk (1927)
- Jack in the Box (1927)
- Sparkling Waters (1928)
- Moods of a New Yorker (1932)
- Smart Alec (1933)
- Giddy Ditty (1935)
- Rhythm Venture (1935)
- Blue Tornado (1935)
- Meandering (1936)
- Wise Cracker Suite (1936)
- Amazonia (1945)
- Fourth Dimension (1959)